# Стендовый авиамоделизм

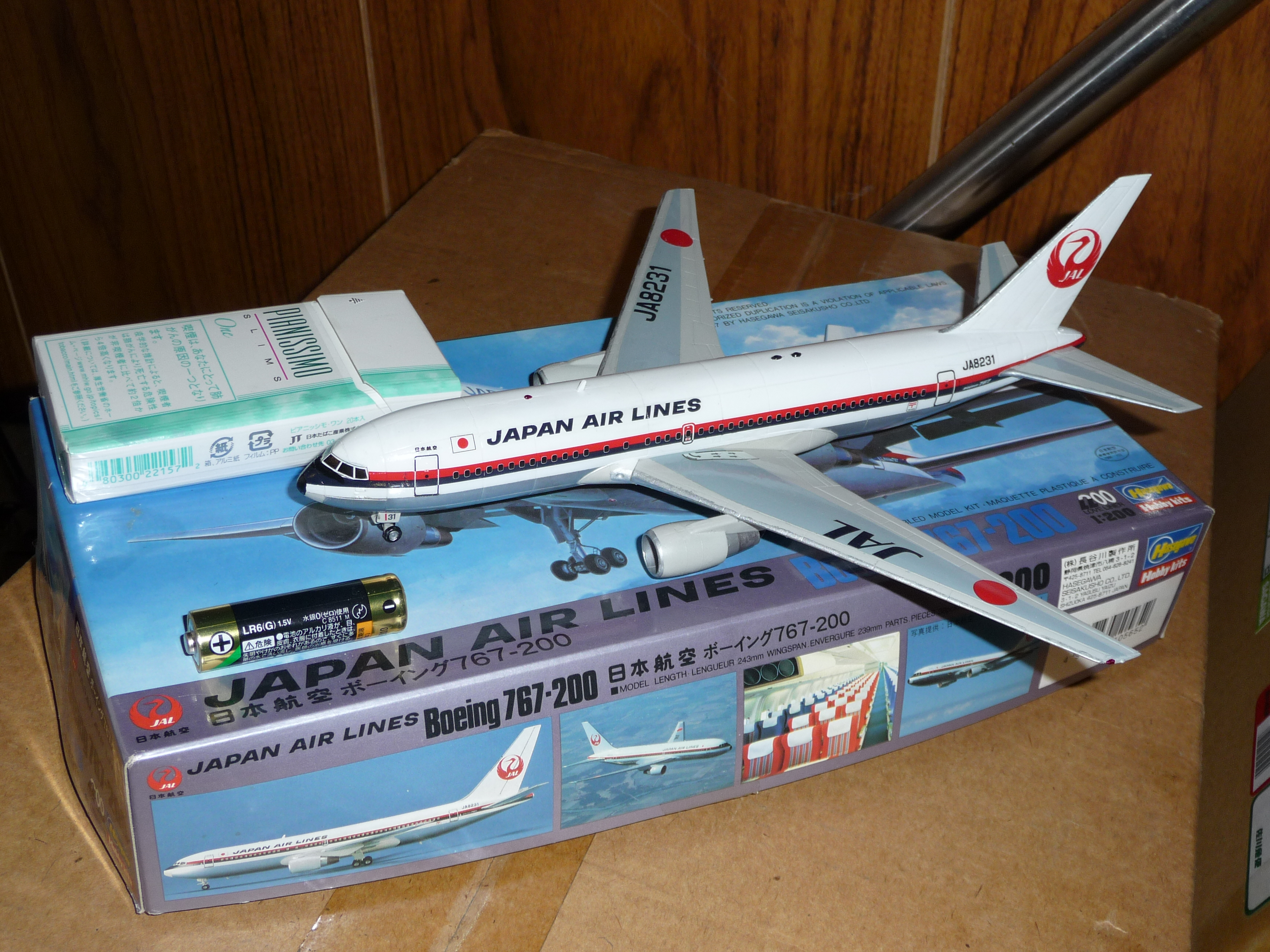
Модель Боинга-767 «из коробки»

Стендовый авиамоделизм — разновидность стендового моделизма, спецификацией которого является постройка уменьшенных в несколько раз моделей реально существовавших или существующих самолётов, вертолетов, ракет и прочих летательных аппаратов.
Разновидности стендового авиамоделизма:
1. Постройка «из коробки», когда моделист покупает готовый набор деталей (литников) и собирает (склеивает) и раскрашивает модель по инструкции, без доработки. Однако, для получения большей копийности, устранения недостатков и недочётов набора часто модель "перепиливают", то есть самостоятельно вносят изменения в процесс сборки модели.
2. «Скрэтчбилдинг» — самостоятельная постройка модели из имеющихся материалов.  Очень распространён способ постройки из бумаги. То есть из картона, бумаги и других материалов с помощью клея ПВА и инструкции (схемы) клеится, а затем раскрашивается модель.
3. «Конверсии» — сборка из набора другого варианта или вообще другого типа летательного аппарата. Как вариант, применяется при глобальном "перепиливании" модели, в связи с большим количеством недостатков.